# Antònia Font

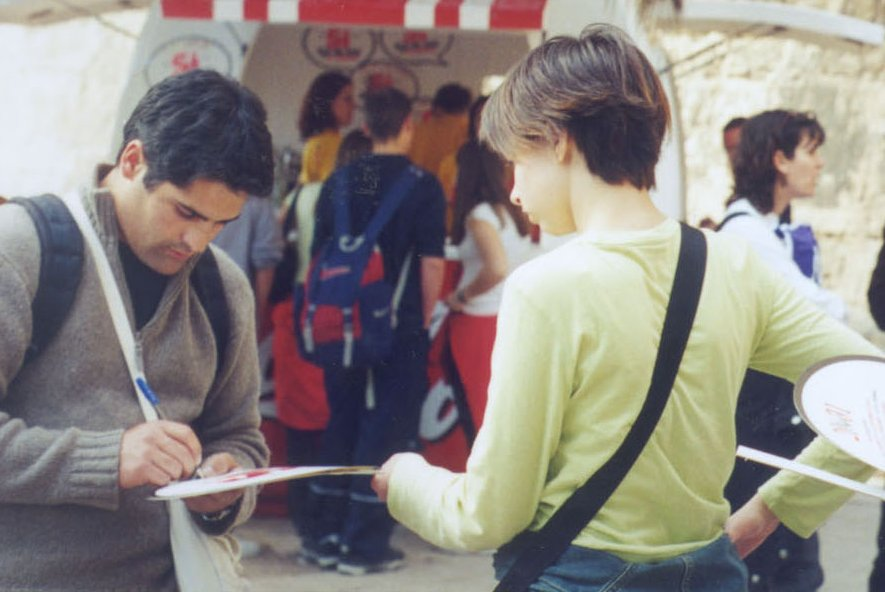
Pau Debon signant un autògraf el 2001

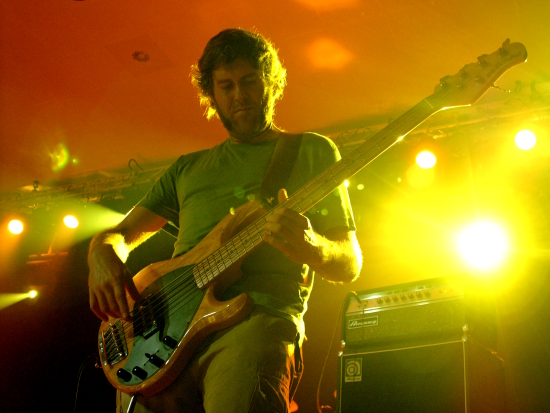
Joan Roca tocant en directe a Gandia

Antònia Font és un grup de música mallorquí, fundat el 1997, que es caracteritza per la seva música festiva i per les seves lletres humorístiques i fantasioses. Entre els temes de l'univers creatiu d'Antònia Font destaquen, especialment, l'espai, l'astronomia i tot el que es relaciona amb l'astronàutica, encara que també l'ambient més quotidià i proper, que estableix un joc constant entre una perspectiva local, global i universal o còsmica del món. Habitualment se'ls classifica com a grup de pop, tot i que els components manifesten que en el moment de compondre les cançons no tenen «prejudicis d'estil», i les cançons són quelcom que, sovint, sorgeix espontàniament. El compositor dels temes és el guitarrista del grup, Joan Miquel Oliver, que també edita discs en solitari i escriu lletres d'altres grups, com ara Fora des Sembrat.
El 28 de novembre de 2013 el grup va anunciar la seva dissolució deixant enrere 16 anys de carrera musical. El maig del 2021 van aparèixer diferents pistes que especulaven sobre el retorn del grup mallorquí, com per exemple un cartell del festival de música barceloní Primavera Sound amb el títol «Alegria!» que coincideix amb una de les cançons més populars del grup.
El 19 de juny del 2021 es va confirmar la notícia del retorn del grup, i el 17 de desembre publicà «Un minut estroboscòpica», l'avançament del que seria el seu primer àlbum musical després d'onze anys de silenci discogràfic i de vuit separats com a banda.

## Origen del nom
Han circulat diverses versions i llegendes sobre l'origen del nom del grup. Emperò, sempre que s'ha demanat al grup sobre el seu nom, han respost que es deu a una companya d'universitat que els va acompanyar durant el període de formació. Expliquen que es va alegrar molt quan van decidir posar-li el seu nom a un grup format només per homes. Finalment, al programa Bestiari Il·lustrat del Canal 33, Joan Miquel Oliver va revelar que, com que eren un grup de cinc homes, els feia gràcia que el grup dugués un nom de dona, i el més sonor dels noms de les companyes de la facultat era Antònia Font, que a més va aparèixer per primer cop en públic en aquell programa.

## Trajectòria

### Formació
Pels volts de 1997, Joan Miquel Oliver era el guitarrista del grup La Fosca i va entrar en contacte amb Pere Debon (bateria) amb qui decidiren muntar un grup. Segons explicà Oliver, la idea era «intentar treure uns temes mediterranis amb aquell puntet domèstic surrealista». Pau Debon, el vocalista del grup, va ingressar en el projecte musical de la mà del seu germà Pere, el qual va fer escoltar un casset a Joan Miquel Oliver en què se sentia en Pau cantar. Més endavant, va entrar el teclista Jaume Manresa i, finalment, el baixista Pere Estarellas.

### Inicis
Antònia Font va autoeditar la seva primera maqueta l'any 1997 sota el nom homònim del grup. Es va gravar als Estudis TJ So sota la producció de Tomeu Janer. El grup va presentar la maqueta a un concurs però no va ser seleccionada. Aquesta maqueta contenia quatre temes: «Cibernauta Joan», «S'univers és una festa», «Rumba» i «Es xifon és un aparato». Aquests darrers dos temes són peces encara inèdites. El primer concert de la banda va ser el mateix any als quintos de Bunyola i a partir de llavors començaren a fer les seves primeres actuacions per alguns bars de l'illa de Mallorca.
El setembre de 1998, el grup va entrar de nou als Estudis TJ So per a gravar el que seria el seu primer disc compacte. De nou el titularen com el nom del grup, Antònia Font (Slurp!). En aquesta ocasió, el disc es va començar a emetre pels 40 Principals de l'illa i la popularitat com a banda va augmentar significativament. Entre disc i disc, Pere Estarellas abandonà el grup i fou substituït per Joan Roca, que provenia del grup de música tradicional, Herbes Dolces. La formació del grup es mantingué estable fins a la seva separació el 2013.
És en el tercer treball, i segon àlbum, A Rússia, que el grup dona el salt al Principat de Catalunya. El 17 de febrer de 2001, Antònia Font va presentar el seu segon disc a L'Espai de Barcelona dins de les activitats musicals de les jornades de la Setmana de les Illes Balears. Entre els concerts de la gira cal destacar la seva actuació al festival de música Senglar Rock el juliol de 2001. D'aquest disc reeixiren les cançons: «Tots els motors», «Fa calor» i «Camps de Maduixes».
És llavors que el recentment creat subsegell Drac de la discogràfica Virgin s'interessà pel grup volent treballar amb ells en la publicació d'un nou disc. En un primer moment, el grup va pensar a declinar l'oferta, ja que els exigien entrar a gravar el nou disc en un mes i ells encara no havien treballat en noves cançons. Això no obstant, pocs dies després acceptaven l'oferta i signaren amb la discogràfica. A la primera meitat de 2002, Antònia Font ja publicà el seu quart treball, i tercer àlbum, Alegria, que amb el temps es convertiria en un dels àlbums més aclamats de la banda. El grup, amb el seu fitxatge amb Drac, declararen que: «La nostra música ara està molt millor distribuïda, se'ns respecta en principi el contingut dels nostres discs perquè passen de rotllos lingüístics, i per allà anem». Anys després, reconeixerien que el subsegell funcionava realment com una discogràfica local i que per molta multinacional que fos, els enfocaven cap a un mercat local. Aquesta relació discogràfica amb Drac no durà més enllà d'aquest disc, poc abans que aquesta tanqués.

### Projecció
Taxi, el quart treball discogràfic d'Antònia Font, es va presentar el 2004 i ho va fer acompanyat de material audiovisual (un DVD i texts adjunts). El 2006 es va presentar Batiscafo Katiuscas. Si el disc Taxi es caracteritza per un contingut relacionat amb l'espai exterior i els mons i personatges inventats, Batiscafo Katiuscas és un viatge interior en el qual la solitud i la malenconia hi són molt presents.
A Coser i cantar, enregistrat amb la cinquantena de músics de corda i vent de la Bratislava Symphony Orchestra, i amb arranjaments del compositor contemporani Miquel Àngel Aguiló, reinterpretaren vint temes en què descobreixen una perspectiva inèdita del maridatge entre pop i simfonisme. Per aquesta obra, al juliol de 2008 foren guardonats amb el Premi Nacional de Música concedit per la Generalitat de Catalunya, que en destaca «la personal aportació a la música pop-rock en català del quintet mallorquí».
L'any 2011 varen anunciar que el 12 d'abril sortiria el següent CD d'estudi de la banda: Lamparetes, fet que desfeia alguns rumors que anunciaven el final de la banda. El 22 de març varen avançar la cançó «Clint Eastwood», tema que fa un homenatge al cineasta. El 2012, només un any i mig més tard de Lamparetes, van anunciar la sortida al mercat d'un nou disc anomenat Vostè és aquí, compost per 40 cançons d'una duració d'entre minut i mig i dos minuts i mig. La gira va començar al setembre de 2012 a Vic.
El 28 de novembre de 2013 van comunicar, a través de les xarxes socials, la dissolució el grup, consensuada entre tots els integrants, després de 16 anys de carrera professional. El 20 d'abril de 2018 es va anunciar que el grup es tornaria a reunir per un macroconcert per la llibertat d'expressió el 17 de juny a Palma.
El 2021 els membres del grup van informar que reformaran el grup l'any vinent, a causa del festival Primavera Sound. El març de 2022 el grup tornar amb Un minut estroboscòpica, el seu primer àlbum en una dècada.

## Discografia
| Any  | Títol                   | Discogràfica                          | Comentaris |
| ---- | ----------------------- | ------------------------------------- | --- |
| 1998 | Antònia Font            | Blau/DiscMedi                         | |
| 2001 | A Rússia                | Música Global                         | Premi Disc Català de l'Any a Ràdio 4                                                                                                 |
| 2002 | Alegria                 | Virgin-Drac                           | Premi Puigporret de la Crítica al Millor disc de l'any 2n Millor disc espanyol de la revista Rockdelux                               |
| 2004 | Taxi                    | Blau/DiscMedi                         | Premi Altaveu del Mercat de Música Viva de Vic al Millor disc de pop Millor disc de l'any de les revistes Enderrock i Rock'n'clàssic |
| 2006 | Batiscafo Katiuscas     | Blau/DiscMedi                         | |
| 2007 | Coser i cantar          | Blau/DiscMedi                         | Disc amb cançons de discs anteriors acompanyades per una orquestra                                                                   |
| 2008 | Pareix talment una foto | Blau/DiscMedi                         | |
| 2011 | Lamparetes              | Robot Innocent Companyia Discogràfica | |
| 2012 | Vostè és aquí           | Robot Innocent Companyia Discogràfica | |
| 2022 | Un minut estroboscòpica | Primavera Labels                      | |